# GHV2
GHV2 (Greatest Hits Volume 2) ist das dritte Greatest-Hits-Album von Madonna. Als Fortsetzung von The Immaculate Collection (1990) und der Balladensammlung Something to Remember (1995) umspannt es mit 15 Singles den Zeitraum zwischen 1992 und 2000.

## Hintergrund
Nachdem sich The Immaculate Collection mit über 26 Millionen verkauften Alben zum meistverkauften Greatest-Hits-Album einer Sängerin entwickelt hatte, sollte eine neue Compilation den Zeitraum von Erotica (1992) bis Music (2000) abdecken – immerhin waren danach vier Studioalben und über 25 neue Singles entstanden, die sich meist erfolgreich in den Charts platziert hatten. Allerdings ging dem ein Streit zwischen Madonna und Warner Brothers, dem Mutterkonzern ihrer eigenen Plattenfirma Maverick voraus: Sie fühlte sich von Warner Bros. übervorteilt (2004 veräußerte sie Maverick ganz) und verweigerte für GHV2 jedwede Promotion. Es diente (wie Remixed & Revisited) nur der Erfüllung ihres Vertrages. So mussten alte Bilder für Cover und Booklet verwendet werden – und im Gegensatz zu The Immaculate Collection und Something to Remember enthielt es kein neues Material.
Insgesamt wurde diese Hitsammlung von Fans, wie Kritik mit gemischten Gefühlen aufgenommen: Die Titel sind zum Teil stark gekürzt – und einer der größten Hits American Pie fehlte ganz, da Warner Bros. den Hit gegen ihren Willen auf das letzte Album Music gepackt hatte. Titel, die eher erfolglos in den Charts gelaufen waren (Bedtime Story, Drowned World/Substitute For Love) waren enthalten und anstößige Texte (zum Beispiel im Lied Human Nature) wurden entfernt. Vor allem das Fehlen der erfolgreichen Balladen This Used to Be My Playground, Rain, I’ll Remember und You’ll See fiel negativ auf – sie waren allerdings auf der vorangegangenen Balladensammlung Something to Remember enthalten. Die Auswahl begründete Madonna damit, sie habe die Songs ausgewählt, die sie sich fünfmal hintereinander anhören könne.
Lediglich für Promozwecke in Clubs wurden einige Megamixe aus älteren Hits remixt und ein Remix-Album (GHV2 Remixed: The Best Of 1991–2001) zusammengestellt. Ein Video (GHV2 Megamix) diente als Promotion – es lief erfolgreich auf den Musiksendern. GHV2 verkaufte sich für ein Greatest-Hits-Album relativ schlecht: Etwa 5,5 Millionen Mal gegenüber The Immaculate Collection mit 23 Millionen verkaufter Exemplare bzw. 12,5 Millionen Exemplare von Music.

## Titelliste
1. Deeper and Deeper (7" Edit)
2. Erotica (Radio Edit)
3. Human Nature (Radio Edit)
4. Secret (Edit)
5. Don’t Cry for Me Argentina (Radio Edit)
6. Bedtime Story (Edit)
7. The Power of Good-Bye (Album Version)
8. Beautiful Stranger (William Orbit Radio Edit)
9. Frozen (Edit)
10. Take a Bow (Edit)
11. Ray of Light (Edit)
12. Don’t Tell Me (Album Version)
13. What It Feels Like for a Girl (Album Version)
14. Drowned World/Substitute for Love (Album Version)
15. Music (Album Version)

## Kommerzieller Erfolg

### Chartplatzierungen
| ChartsChartplatzierungen       | Höchstplatzierung | Wochen |
| ------------------------------ | ----------------- | ------ |
| Deutschland (GfK)              | 3 (14 Wo.)        | 14     |
| Österreich (Ö3)                | 1 (15 Wo.)        | 15     |
| Schweiz (IFPI)                 | 3 (18 Wo.)        | 18     |
| Vereinigte Staaten (Billboard) | 7 (18 Wo.)        | 18     |
| Vereinigtes Königreich (OCC)   | 2 (33 Wo.)        | 33     |

| ChartsJahrescharts (2001)    | Platzierung |
| ---------------------------- | ----------- |
| Österreich (Ö3)              | 61          |
| Schweiz (IFPI)               | 74          |
| Vereinigtes Königreich (OCC) | 20          |

| ChartsJahrescharts (2002)      | Platzierung |
| ------------------------------ | ----------- |
| Österreich (Ö3)                | 50          |
| Vereinigte Staaten (Billboard) | 58          |

### Auszeichnungen für Musikverkäufe
| Land/Region                  | Auszeichnungen für Musikverkäufe (Land/Region, Auszeichnung, Verkäufe) | Verkäufe    |
| ---------------------------- | ---------------------------------------------------------------------- | ----------- |
| Argentinien (CAPIF)          | 2× Platin                                                              | 80.000      |
| Australien (ARIA)            | 2× Platin                                                              | 140.000     |
| Belgien (BRMA)               | Platin                                                                 | 50.000      |
| Brasilien (PMB)              | Platin                                                                 | 125.000     |
| Dänemark (IFPI)              | Gold                                                                   | 25.000      |
| Deutschland (BVMI)           | Platin                                                                 | 300.000     |
| Europa (IFPI)                | 2× Platin                                                              | (2.000.000) |
| Finnland (IFPI)              | Platin                                                                 | 33.179      |
| Frankreich (SNEP)            | Platin                                                                 | 300.000     |
| Japan (RIAJ)                 | Platin                                                                 | 200.000     |
| Kanada (MC)                  | Platin                                                                 | 100.000     |
| Mexiko (AMPROFON)            | Gold                                                                   | 75.000      |
| Neuseeland (RMNZ)            | Gold                                                                   | 7.500       |
| Niederlande (NVPI)           | Platin                                                                 | 80.000      |
| Polen (ZPAV)                 | Gold                                                                   | 50.000      |
| Schweden (IFPI)              | Platin                                                                 | 80.000      |
| Schweiz (IFPI)               | Platin                                                                 | 40.000      |
| Spanien (Promusicae)         | 2× Platin                                                              | 200.000     |
| Südafrika (RISA)             | Gold                                                                   | 25.000      |
| Vereinigte Staaten (RIAA)    | Platin                                                                 | 1.385.000   |
| Vereinigtes Königreich (BPI) | 2× Platin                                                              | 868.500     |
| Insgesamt                    | 5× Gold · 21× Platin ·                                                 | 4.194.179   |

Hauptartikel: Madonna (Künstlerin)/Auszeichnungen für Musikverkäufe